# Wolschinka

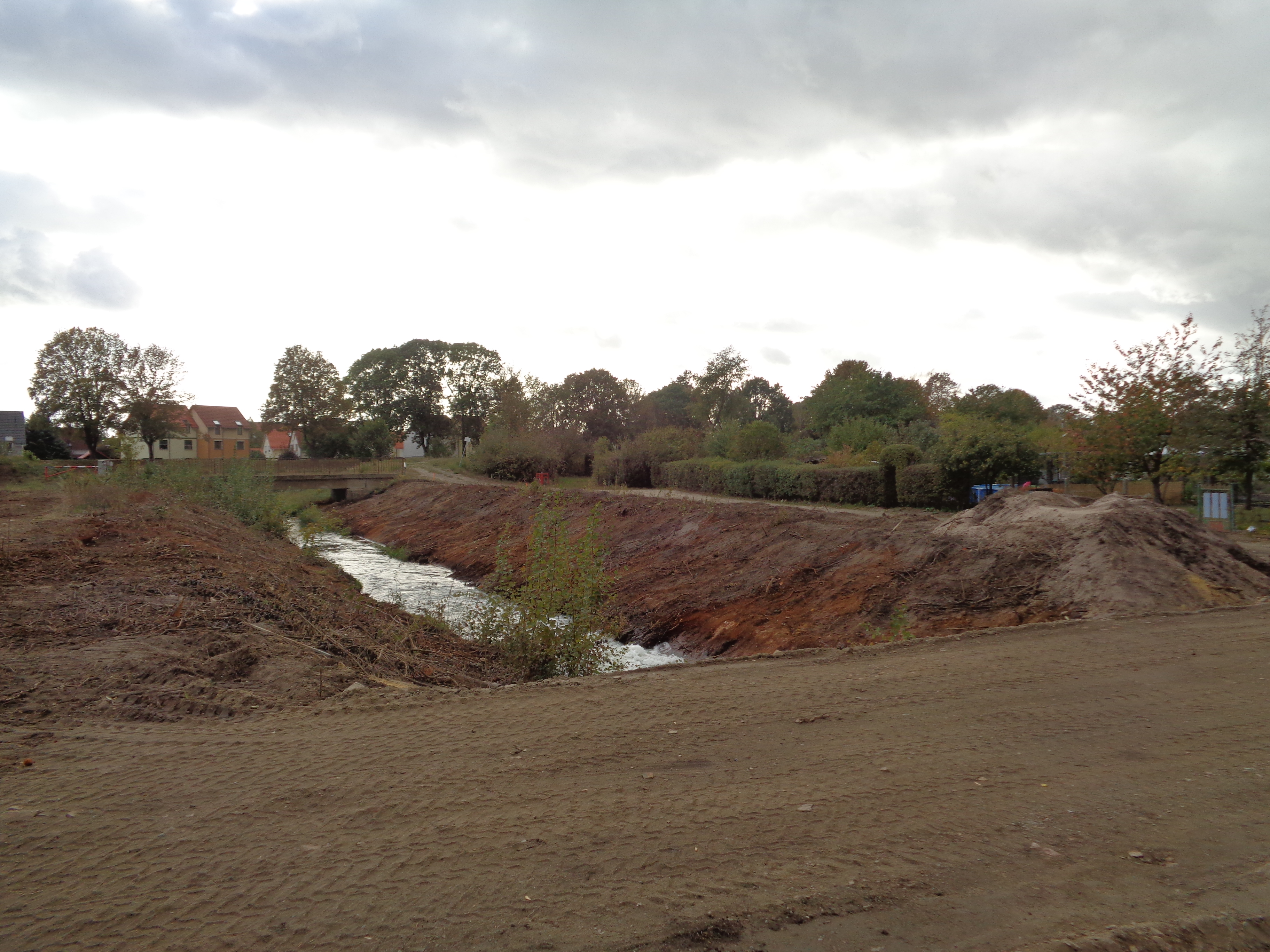
Baumaßnahmen an Wolschinka und Rainitza zur Grundwasserregulierung, 2018

Die Wolschinka (niedersorbisch Wólšynka, „Erlenbach“) und die Rainitza (auch als Reppister Bach bezeichnet, niedersorbisch Rajnica, Rěpišćica oder Rěpišćańska Wóda) waren die wichtigsten rechtsseitigen Nebenarme im Flusssystem der Schwarzen Elster, rund um das historische Senftenberg in der Niederlausitz, das sich zu jener Zeit in einer spreewaldähnlichen Insellage befand.

## Quellen und Flussverlauf

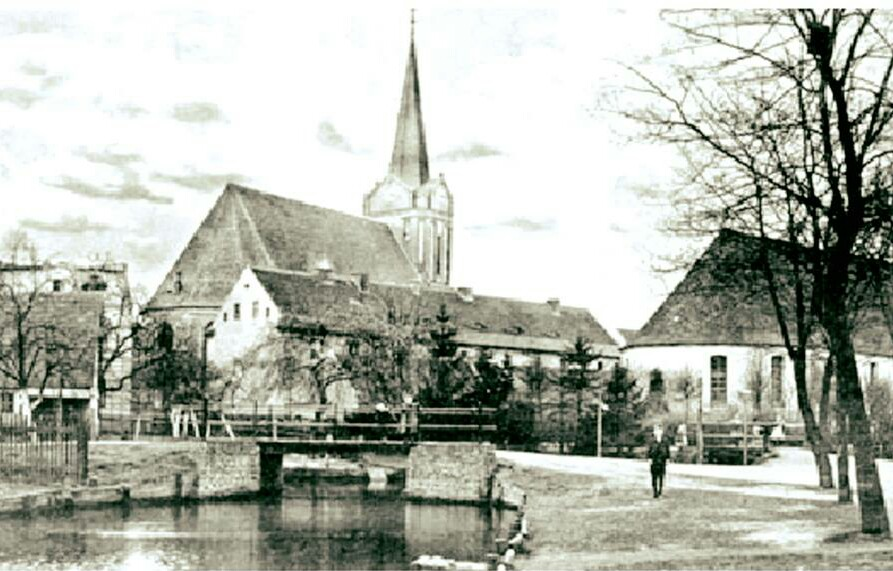
Umfluter an der Wolschinka (Sornische Elster) nördlich der Senftenberger Altstadt um 1907

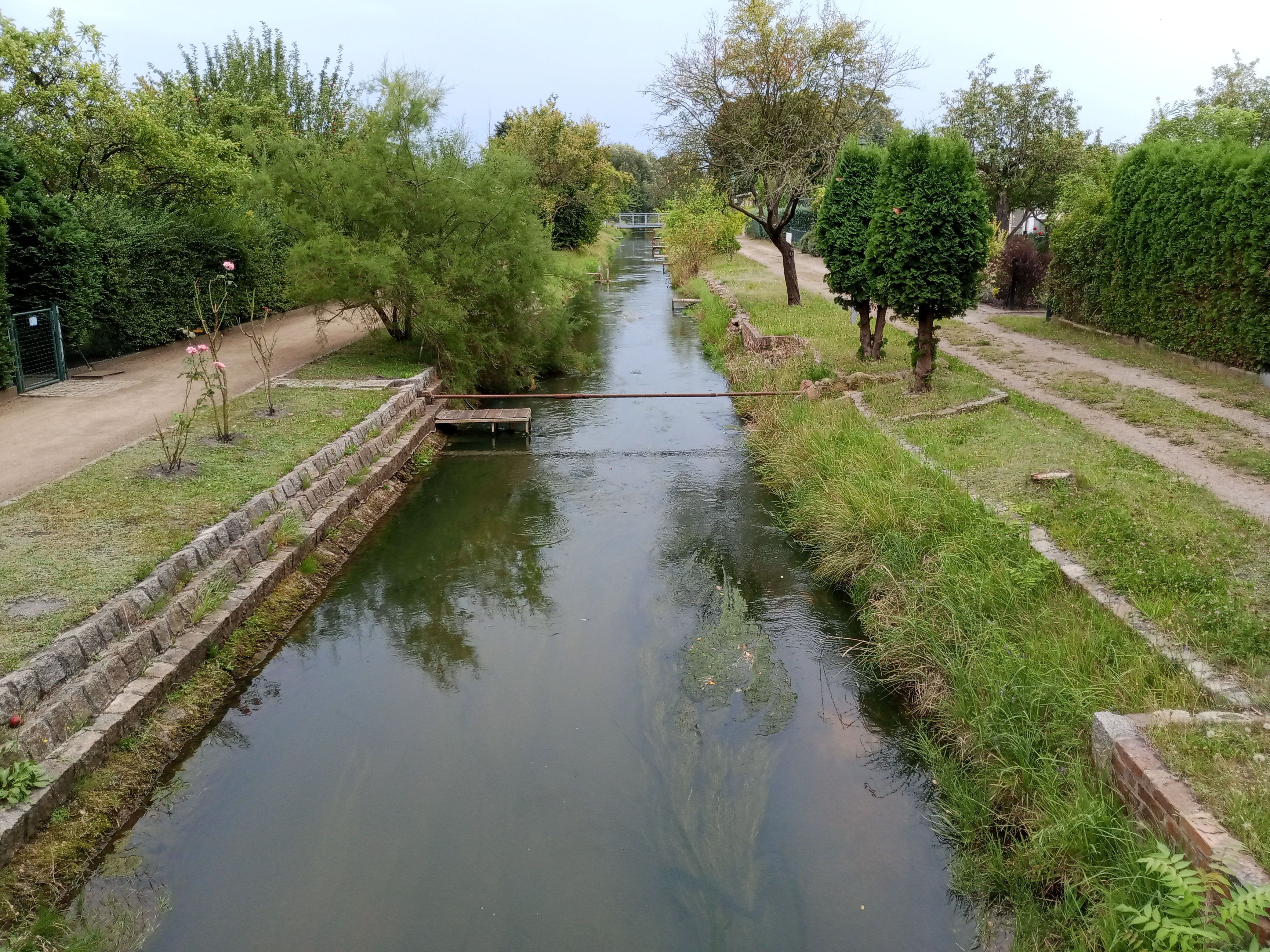
Wolschinka/Rainitza bei Sedlitz (August 2024)

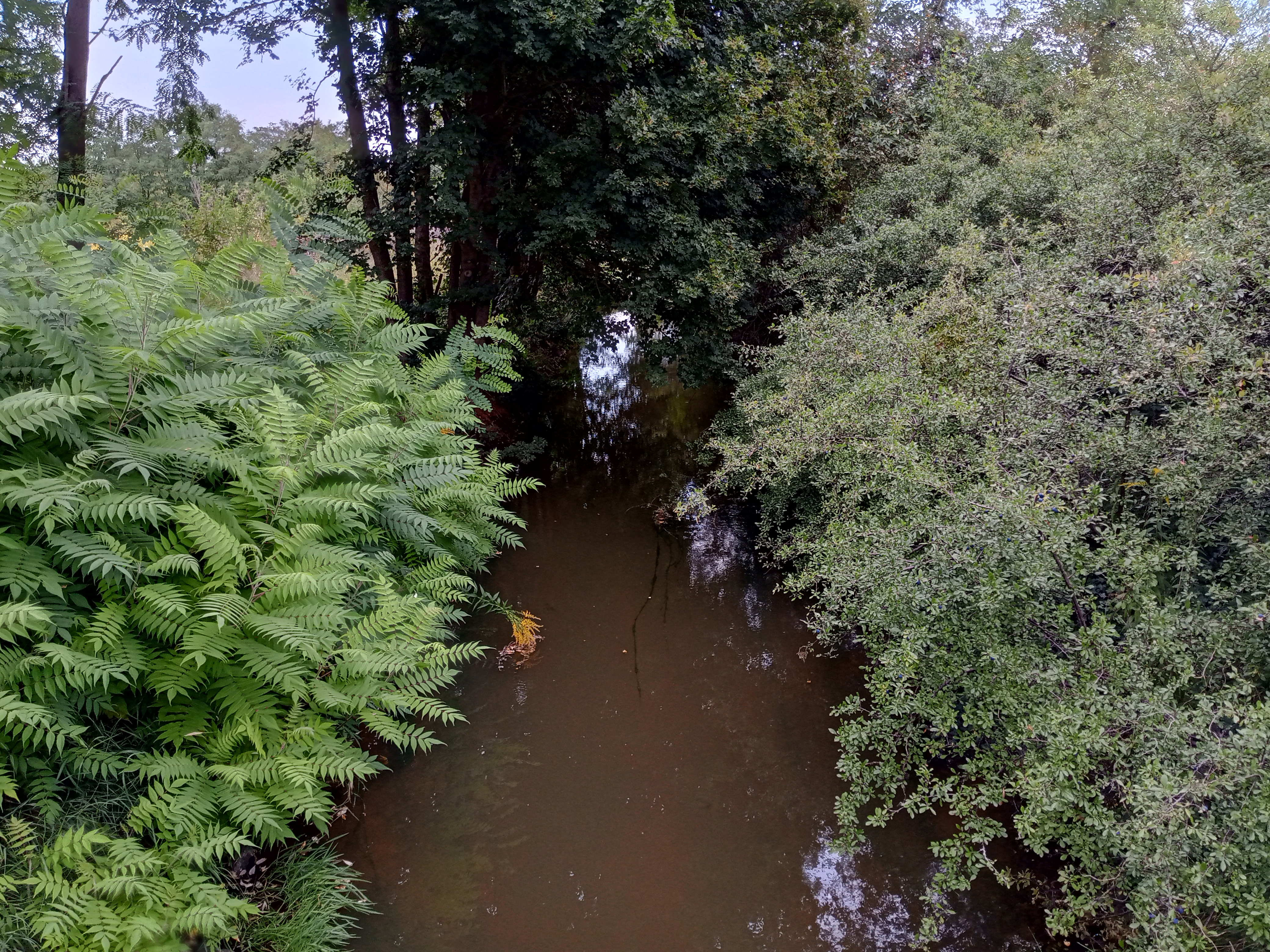
Wolschinka/Rainitza bei Sedlitz (August 2024)